# Centigrade (film, 2020)
Pour plus de détails, voir Fiche technique et Distribution.
Centigrade est un film de survie américain coécrit et réalisé par Brendan Walsh, sorti en 2020.

## Synopsis
Après un violent blizzard, un jeune couple marié, Matt et Naomi, se retrouve enseveli sous la neige au milieu de nulle part, piégé dans leur véhicule. Ils n'ont pas d'autre choix que de trouver rapidement une solution pour y sortir, trouver de l'aide ou bien, en attendant de s'extirper de leur voiture, se réchauffer d'autant plus que le froid est de plus en plus glacial. Plongé dans l'obscurité et souffrant d'hypothermie aux mains, Matt doit également faire face à l'inquiétude de son épouse, sur le point d'accoucher... 

## Fiche technique
- Titre original et français : Centigrade
- Réalisation : Brendan Walsh
- Scénario : Daley Nixon et Brendan Walsh
- Photographie : Seamus Tierney
- Montage : Bradley J. Ross
- Musique : Trey Toy et Matthew Wang
- Production : Amanda Bowers, Molly Conners, Vincent Morano, Keri Nakamoto, Jane Oster, Bradley J. Ross et Brendan Walsh
- Sociétés de production : Manhattan Productions et Phiphen Pictures
- Sociétés de distribution : IFC Films
- Pays d'origine :  États-Unis
- Langue originale : anglais
- Format : couleur - 2.35:1
- Genre : Film de survie
- Durée : 97 minutes
- Dates de sortie :
  - États-Unis : 28 août 2020
  - France : 17 mars 2021 (DVD)

## Distribution
- Genesis Rodriguez : Naomi
- Vincent Piazza : Matt